# Dubrovytsia
Dubrovytsia (em ucraniano:  Дубровиця, em polonês/polaco:  Dąbrowica, em russo:  Дубровица, em iídiche:  דומברוביצא) é uma cidade da Ucrânia, situada no Oblast de Rivne. Tem 58,7 km² de área e sua população em 2020 foi estimada em 9.394 habitantes.